# 44. Infanterie-Brigade (Deutsches Kaiserreich)
Die 44. Infanterie-Brigade war ein Großverband der Preußischen Armee.

## Geschichte
Die 44. Infanterie-Brigade wurde wenige Monate nach dem Deutschen Krieg am 11. Oktober 1866 in Kassel aufgestellt. Ihr waren das Infanterie-Regiment Nr. 83, ein Regiment des Bundes-Kontingents sowie die Landwehr-Bataillone Marburg und Fulda unterstellt. Gemeinsam mit der 43. Infanterie-Brigade bildete sie die 22. Division des XI. Armee-Korps. Nach der Militärkonvention wurde zum 1. Oktober 1867 aus dem Bundes-Kontingent das 5. Thüringische Infanterie-Regiment Nr. 94 (Großherzog von Sachsen) etatisiert. Im Jahr darauf wurde die Brigade unter Wegfall der beiden Landwehr-Bataillone um das 2. Thüringische Landwehr-Regiment Nr. 32 und das 5. Thüringische Landwehr-Regiment Nr. 94 erweitert. Nach dem Deutsch-Französischen Krieg schied das 3. Hessische Infanterie-Regiment Nr. 83 aus dem Brigadeverbund und wurde durch das 2. Thüringische Infanterie-Regiment Nr. 32 ersetzt. 1888 fielen die beiden Landwehr-Regimenter fort und deren Aufgabe übernahmen die Bezirkskommandos. Zum 1. April 1899 trat die letzte Veränderung in Friedenszeiten in Kraft. Das Infanterie-Regiment Nr. 94 kam zur 83. Infanterie-Brigade und wurde durch das Infanterie-Regiment Nr. 167 ersetzt.

### Deutsch-Französischer Krieg
Im Krieg gegen Frankreich nahm die Brigade an den Schlachten bei Wörth und Sedan sowie vom 19. September bis zum 6. Oktober 1870 an der Belagerung von Paris teil. Daran schlossen sich Kämpfe bei Artenay, Orléans, Châteaudun, Chartres, Courville-sur-Eure und Châteauneuf-en-Thymerais an. Am 2. Dezember 1870 war die Brigade in die Schlacht bei Loigny und Poupry und anschließend in die Schlacht von Orléans und Beaugency eingebunden. Nach dem Gefecht bei La Fourche nahm der Großverband vom 10. bis zum 12. Januar 1871 an der Schlacht bei Le Mans teil, der sich bis zum 15. Januar 1871 noch Kämpfe bei Ballon, Beaumont-sur-Sarthe und Alençon anschlossen.

### Erster Weltkrieg
Mit der Mobilmachung anlässlich des Ersten Weltkriegs wurde der Brigade zusätzlich das Kurhessische Jäger-Bataillon Nr. 11 sowie der Stab und die 3. Eskadron des Kürassier-Regiments „Kaiser Nikolaus I. von Russland“ (Brandenburgisches) Nr. 6 unterstellt. Im Verbund mit der 22. Infanterie-Division rückte die Brigade in das neutrale Belgien ein und beteiligte sich an der Eroberung der strategisch wichtigen Festung Namur. Im Anschluss daran verlegte die Division mit den untergeordneten Verbänden nach Ostpreußen und nahm hier während der Schlacht an den Masurischen Seen an den Abwehrkämpfen gegen die Russische Armee teil. Nach Beendigung der Kämpfe erfolgte der Weitertransport nach Krakau. In der Folge war die Brigade an der Ostfront in die Schlachten bei Opatów, Iwangorod, Kutno, Łódź sowie ab dem 18. Dezember 1914 an der Rawka-Bzura eingebunden.
Durch Weisung des Kriegsministeriums wurde der Großverband am 15. Mai 1915 in 205. Infanterie-Brigade umbenannt und der neugeschaffenen 103. Infanterie-Division unterstellt.

## Kommandeure
| Dienstgrad          | Name                             | Datum                                                          |
| ------------------- | -------------------------------- | -------------------------------------------------------------- |
| Generalmajor        | Ferdinand von Stülpnagel         | 30. Oktober 1866 bis 17. Mai 1867                              |
| Generalmajor        | Edmund von Hanstein              | 18. Mai 1867 bis 21. Mai 1869                                  |
| Generalmajor        | Bernhard von Schkopp             | 18. Juni 1869 bis 16. Juni 1871                                |
| Oberst              | Arthur Marschall von Bieberstein | 07. August 1870 bis 16. Juni 1871 (mit der Führung beauftragt) |
| Oberst/Generalmajor | Arthur Marschall von Bieberstein | 17. Juni 1871 bis 6. August 1871                               |
| Oberst              | Egbert von Legat                 | 07. August bis 14. September 1874 (mit der Führung beauftragt) |
| Oberst/Generalmajor | Egbert von Legat                 | 15. September 1874 bis 16. Oktober 1876                        |
| Generalmajor        | Eugen von Bernhardi              | 17. Oktober 1876 bis 9. Juni 1882                              |
| Generalmajor        | Georg von Carnap-Quernheimb      | 11. Juni 1882 bis 5. Juli 1886                                 |
| Generalmajor        | Moritz Kühne                     | 06. Juli 1886 bis 13. Juni 1888                                |
| Generalmajor        | Heinrich Rhein                   | 14. Juni 1888 bis 14. Februar 1890                             |
| Oberst              | Hermann von Chappuis             | 15. Februar bis 23. März 1890 (mit der Führung beauftragt)     |
| Generalmajor        | Hermann von Chappuis             | 24. März 1890 bis 16. Juni 1893                                |
| Generalmajor        | Rudolf von Perthes               | 17. Juni 1893 bis 21. März 1897                                |
| Generalmajor        | Friedrich Wilhelm Paris          | 22. März 1897 bis 21. März 1900                                |
| Generalmajor        | Günther von Werder               | 22. März 1900 bis 19. Januar 1903                              |
| Oberst              | Anton von Görtz                  | 27. Januar bis 21. März 1903 (mit der Führung beauftragt)      |
| Generalmajor        | Anton von Görtz                  | 22. März 1903 bis 13. Juni 1906                                |
| Generalmajor        | Eberhard von Kurowski            | 14. Juni 1906                                                  |
| Generalmajor        | Wilhelm von der Lippe            | 31. August 1909 bis 8. März 1912                               |
| Generalmajor        | Ludwig von Mühlenfels            | 09. März 1912 bis 30. September 1913                           |
| Generalmajor        | Theodor Nordbeck                 | 01. Oktober 1913 bis 8. Mai 1915                               |
| Oberst              | Wilhelm von Auer                 | 09. bis 15. Mai 1915                                           |